# Moderna Museet
Il Moderna Museet è un museo statale situato sull'isola Skeppsholmen, a Stoccolma, e custodisce opere d'arte moderna e contemporanea, con collezioni di pittura, scultura e fotografia.

## Storia
Il museo fu fondato nel 1958, ospitato in ambienti più piccoli; poi, per decisione del governo svedese, si stabilì di costruire un nuovo edificio, affidando il progetto, dopo un concorso internazionale, all'architetto spagnolo Rafael Moneo. La nuova sede fu inaugurata nel 1998, e dopo vari interventi di ristrutturazione e miglioramenti funzionali, è stata aperta definitivamente al pubblico 14 febbraio 2004.

## Le collezioni
Il museo dispone di uno spazio espositivo di 5000 m². Sono presenti opere di pittori e scultori delle correnti artistiche internazionali del Novecento, come Edvard Munch, Pablo Picasso, Salvador Dalí, Giorgio de Chirico, Alberto Giacometti, Henri Matisse, Marcel Duchamp, Wolfgang Paalen (di cui è conservata la prima versione di Nuage articulé), Louise Bourgeois, Carolee Schneemann. La pop art è rappresentata da opere di Jean Tinguely, Niki de Saint Phalle e Robert Rauschenberg.. La sezione dedicata all'arte svedese espone opere di Öyvind Fahlström, Max Book e Rolf Hanson. Di rilievo è la collezione fotografica, con oltre 100 000 opere.